# Comatúlides
Els comatúlides (Comatulida) són un ordre de crinoïdeus articulats que conté la majoria de les espècies actuals (616).

## Característiques
Els comatúlides perden el peduncle quan passen dels estadis juvenils al d'adult, i l'adult es fixa al fons marí mitjançant cirrus.

## Taxonomia
Segons WoRMS:

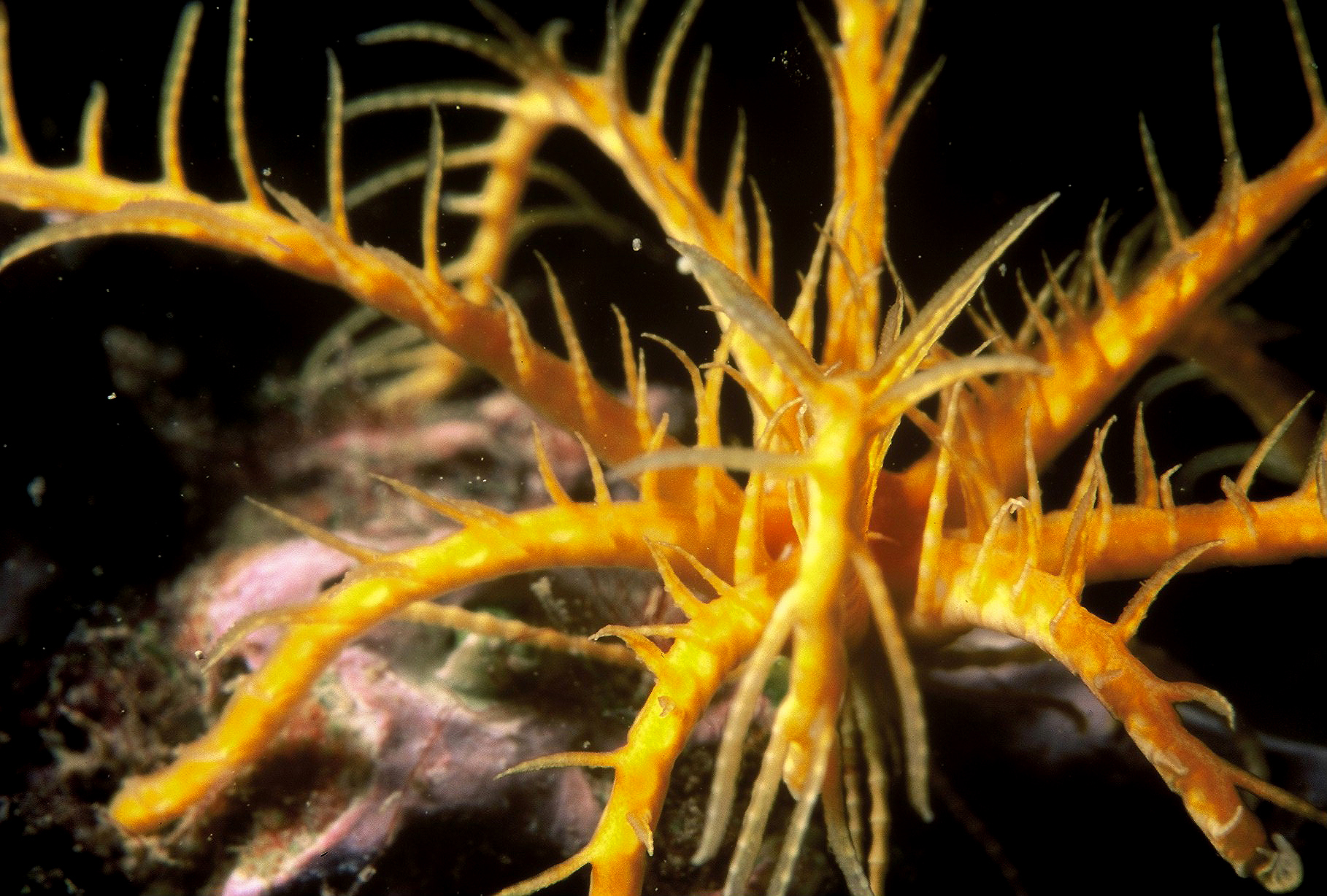
Antedon mediterranea, una espècie freqüent a les praderies de posidònia dels Països Catalans

- Subordre Bourgueticrinina (sovint considerat un ordre a part)
  - Família Atelecrinidae
  - Família Bathycrinidae
  - Família Phrynocrinidae
  - Família Rhizocrinidae
- Subordre Guillecrinina
  - Superfamília Antedonoidea
    - Família Antedonidae
    - Família Pentametrocrinidae
    - Família Zenometridae

  - Superfamília Comatuloidea
    - Família Comatulidae

  - Superfamília Himerometroidea
    - Família Colobometridae
    - Família Eudiocrinidae
    - Família Himerometridae
    - Família Mariametridae
    - Família Zygometridae

  - Superfamília Notocrinoidea
    - Família Aporometridae
    - Família Notocrinidae

  - Superfamília Tropiometroidea
    - Família Asterometridae
    - Família Calometridae
    - Família Charitometridae
    - Família Ptilometridae
    - Família Thalassometridae
    - Família Tropiometridae